# ブルルトカイ県
ブルルトカイ県（ブルルトカイけん）は、中華人民共和国新疆ウイグル自治区イリ・カザフ自治州アルタイ地区に位置する県。県人民政府の所在地はブルルトカイ鎮（福海鎮）。

## 行政区画
4鎮、2郷を管轄：
- 鎮：ブルルトカイ鎮（福海鎮）、カラマガイ鎮（カラムガイ鎮、喀拉瑪蓋鎮）、ジェタラル鎮（解特阿熱勒鎮）、キョカガシ鎮（闊克阿尕什鎮）
- 郷：シイガンジイデ郷（シュガンジャイデ郷、斉干吉迭郷）、アルダ郷（阿爾達郷）
- 一八二団、一八三団、一八七団、一八八団